# بينيامين كوهلر
بينيامين كوهلر (بالألمانية: Benjamin Köhler)‏ (مواليد 4 أغسطس 1980 في برلين - ألمانيا) لاعب كرة قدم ألماني يلعب حاليا لصالح نادي الدرجة الأولى آينتراخت فرانكفورت الألماني منذ 2004 في مركز الوسط المحوري كما يجيد اللعب في مركز المهاجم .

## روابط خارجية
- بينيامين كوهلر على موقع قاعدة بيانات كرة القدم.إي يو (الإنجليزية)
- بينيامين كوهلر على موقع بيانات كرة القدم. دي إي (الألمانية)
- بينيامين كوهلر على موقع عالم كرة القدم.نت (الإنجليزية)